# Xuân Quang, Bảo Thắng
Xuân Quang là một xã thuộc huyện Bảo Thắng, tỉnh Lào Cai, Việt Nam.
Xã Xuân Quang có diện tích 58,22 km², dân số năm 1999 là 11899 người, mật độ dân số đạt 204 người/km².